# Avarua
Avarua (literalment 'dos ports' en maori) és una ciutat del nord de l'illa de Rarotonga, capital de les Illes Cook. La població era de 5.445 habitants l'any 2006, bàsicament dedicats al turime, la pesca, el comerç i l'agricultura.